# Breakthru
〈Breakthru〉는 영국의 록 밴드 퀸의 노래다. 프레디 머큐리와 로저 테일러가 썼지만 퀸의 공로를 인정받은 이 음반은 《The Miracle》이라는 음반에서 1989년 6월에 발매되었다. 싱글곡은 영국에서 7위에 올랐고 네덜란드와 아일랜드에서 6위에 올랐지만 미국에서 차트 작성에는 실패했다. 이 노래는 이 그룹이 빠르게 움직이는 증기 기관차의 열린 플랫폼에서 이 노래를 공연하는 영상으로 유명하다.